# Hall Peak
Hall Peak är en bergstopp i Antarktis. Den ligger i Västantarktis. Chile gör anspråk på området. Toppen på Hall Peak är 2 170 meter över havet, eller 771 meter över den omgivande terrängen. Bredden vid basen är 19,2 km.
Terrängen runt Hall Peak är huvudsakligen kuperad, men österut är den bergig. Trakten är obefolkad. Det finns inga samhällen i närheten.